# Rada Kościoła Baptystów w Północnych Indiach
Rada Zborów Baptystycznych w Indiach Północnych – jedna z głównych denominacji protestanckich w Indiach. Trzeci co do wielkości Kościół chrześcijański w Indiach po Kościele katolickim i Kościele Południowych Indii. Według danych z 2000 liczył 760.000 członków i 2.000.000 wiernych w 5.400 zborach. Kościół należy do Światowego Związku Baptystycznego, nie jest jednak członkiem Światowej Rady Kościołów. Jest także członkiem Krajowej Rady Kościołów w Indiach i Rady Kościołów Baptystycznych w północno-wschodnich Indiach.